# Generativita
Generativita je stadium (etapa) života člověka, jeho zapojení se do společnosti k vytvoření něčeho hodnotného (děti, tvůrčí myšlenky, umění, hmotné statky). Touha tvořit je spojená s přesunutím těžiště zájmu jedince mimo svoji osobu, člověk potřebuje být užitečný někomu jinému.

## Osm věků člověka
Úkolem zralé dospělosti je přispívat druhým.
Podle E.H. Eriksona (1902-1994) je generativita v prvé řadě zájem o plození a vedení příští generace, ačkoliv jsou jedinci, kteří pro neštěstí nebo proto, že mají speciální a opravdové nadání v jiných směrech, nevyužijí tohoto pudu pro své vlastní potomstvo.
Je to i potřeba něco vytvářet nebo předávat. Generativita zahrnuje i obecně produktivitu, tvořivost. Ctností je něčím konstruktivně a reálně přispět, být prospěšný a pečovat o někoho. Toto stadium je důležité již tím, jak dlouhý časový úsek zabírá. Každý člověk rovněž nemusí umět správně prožívat generativitu, ani když objektivně má vlastní potomstvo. 
Neúspěšný vývoj v etapě zralé dospělosti se projevuje stagnací. Objevuje se pocit, že život nemá smysl, nic se nikam nevyvíjí, člověk předčasně uvažuje o jistotách stáří, důchodu, pojištění – stává se předčasně příliš rigidním a nejistým. Přijímá konformní vzorce chování (když nevím co se sebou, udělám to, co se ode mě očekává). Necítí životní naplnění.
Kdo se necítí být přínosný druhým, často se začíná zabývat sám sebou nebo se uzavírat ("manžel jako jedináček") a stagnuje, pociťuje selhání a osobní ochuzení.